# 拉斯特萊本湖

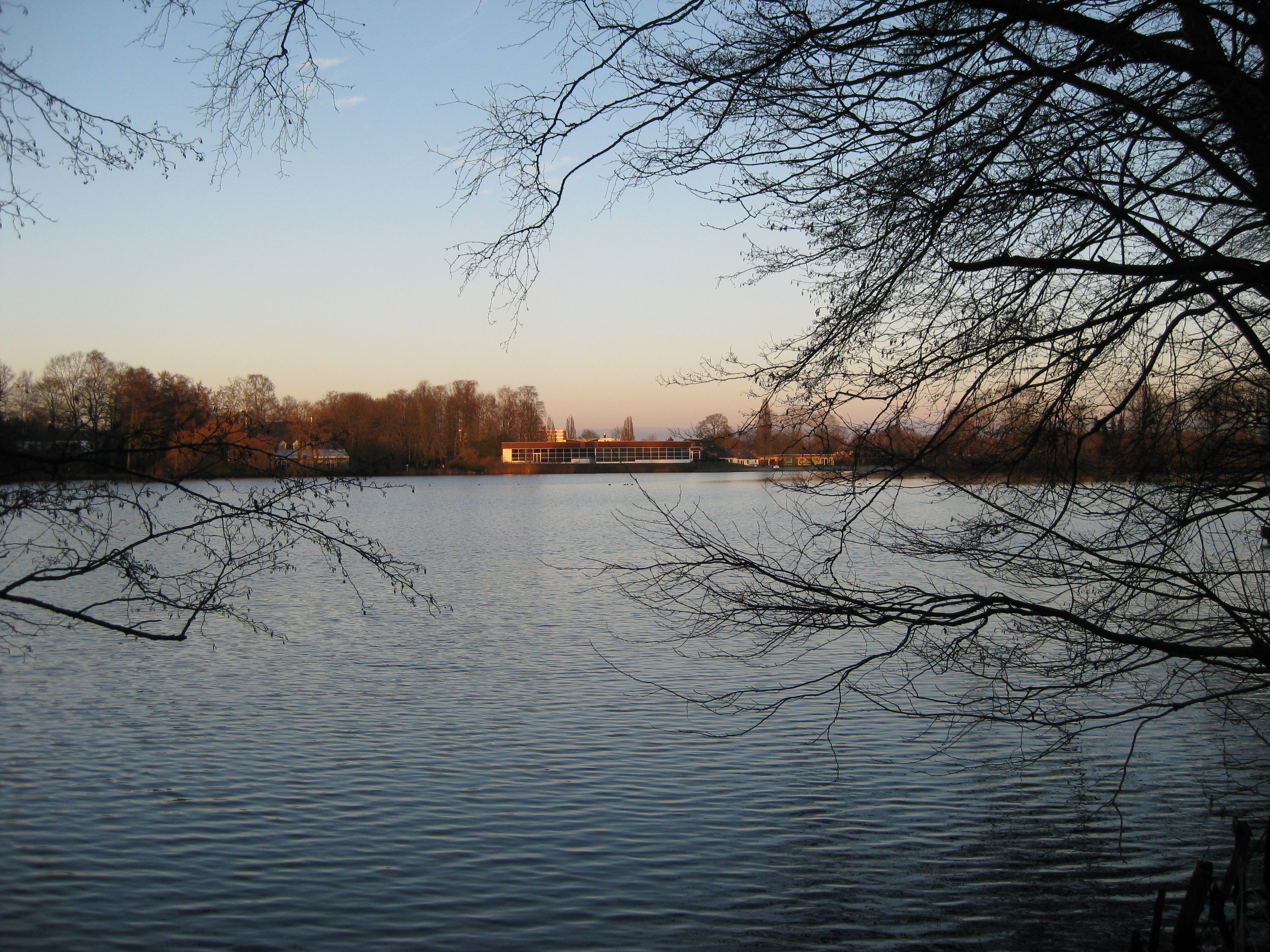

53°47′3.17″N 9°45′44.20″E / 53.7842139°N 9.7622778°E
拉斯特萊本湖（德語：Rastlebener See），是德國的湖泊，位於該國北部石勒蘇益格-荷爾斯泰因州，由東荷爾斯泰因縣負責管轄，長0.1公里、寬0.1公里，面積0.01平方公里，湖岸線長度0.4公里。